# Stanton St. John
Stanton St. John – wieś w Anglii, w hrabstwie Oxfordshire, w dystrykcie South Oxfordshire. Leży 8 km na północny wschód od Oksfordu i 78 km na północny zachód od Londynu. W 2001 miejscowość liczyła 429 mieszkańców.